# モンスターズ・パーティ
『モンスターズ・パーティ』（原題：Party Central）は、ピクサー・アニメーション・スタジオが制作した短編アニメーション。同社制作の長編アニメーション映画『モンスターズ・ユニバーシティ』の前で、『ピクサー・ショート・フィルム Vol.3』としてそのDVDにつけられた。

## あらすじ
様々なモンスターがキャンパスライフを楽しむ「モンスターズユニバーシティ」モンスターズユニバーシティではパーティが開催されていて、1番人気の学生クラブ 「ロアー・オメガ・ロアー」でのパーティは大盛り上がり、しかし、あまり注目されないクラブ 「ウーズマ・カッパ」ではパーティに誰も参加しないという悲惨な状態に、そんなウーズマ・カッパのクラブハウスに突然、退学になった元メンバーの「マイク・ワゾウスキ」と「ジェームズ・P・サリバン（サリー）」がやってきて、ウーズマ・カッパのパーティを盛り上げるため、人間の世界に通じるドアを駆使し、ロアー・オメガ・ロアーの「パーティを盗む｣作戦を立てる。

## 声優
| キャラクター                         | 英語                     | 日本語     |
| ------------------------------------ | ------------------------ | ---------- |
| マイク・ワゾウスキ                   | ビリー・クリスタル       | 田中裕二   |
| ジェームズ・P・サリバン（サリー）    | ジョン・グッドマン       | 石塚英彦   |
| スコット・スクイブルス（スクイシー） | ピーター・ソーン         | 嶋田翔平   |
| ドン・カールトン                     | ジョエル・マーレイ       | 宝亀克寿   |
| テリ・ペリー                         | ショーン・ヘイズ         | 佐藤せつじ |
| テリー・ペリー                       | デイヴ・フォーリー       | 花輪英司   |
| アート                               | チャーリー・デイ         | 姫野惠二   |
| シェリー・スクイブルス               | ジュリア・スウィーニー   | 堀越真己   |
| ジョニー・ワーシントン               | ネイサン・フィリオン     | 東地宏樹   |
| チェット・アレキサンダー             | ボビー・モイニハン       | 田中英樹   |
| ブリトニー・デイヴィス               | ベス・ベアーズ           | 川島悠美   |
| ティミー                             | クリスティーナ・パチェリ | 西田光貴   |
| ティミーのパパ                       | ジム・ウォード           | 日向とめ吉 |
| ティミーのママ                       | コリーン・オショーネシー | 佐々木優子 |